# Alvorada
Pour les articles homonymes, voir Alvorada (homonymie).
Alvorada est une ville brésilienne de la mésorégion métropolitaine de Porto Alegre, faisant partie de la microrégion de Porto Alegre.

## Géographie
La ville est située à 30 km à l'est de Porto Alegre, à une latitude de 29° 59′ 14″ sud et à une longitude de 51° 04′ 00″ ouest et à 17 m d'altitude. Sa population était estimée à 207 142 en 2007, pour une superficie de 71 km2. L'accès s'y fait par la RS-118.

## Histoire
La démarcation originelle de l'installation de l'actuelle ville d'Alvorada s'est faite avec la grande concession terrienne accordée à João Batista Feijó, en mai 1776.  Parmi les familles qui initièrent le peuplement du lieu se trouvaient les Feijó, Barcellos, Souza, Garcia, Malta, Dihi, Godoy, entre autres. Certaines d'entre elles comptent encore à ce jour parmi les notables locaux et ceux de Viamão, le territoire dont la ville faisait partie avant son émancipation en Municipalité propre.
Le 22 septembre 1952, la loi no 216 créait le 3e district de Viamão, sous le nom Passo do Feijó.
La loi de l'État du Rio Grande do Sul no 5026 du 17 septembre 1965, garantissait l'émancipation politique du Passo do Feijó, qui changea de nom pour Alvorada. Ce nom fut suggéré par l'un des membres de la Commission pro-émancipation qui se référait à deux facteurs : l'éveil du peuple qui se réveille aux premières heures de la matinée (alvorada signifie « aube », en portugais) et part travailler, et le Palácio da Alvorada, le grand symbole de la nouvelle capitale du pays, Brasilia, inaugurée en 1960.

## Économie
Alvorada est une « cité-dortoir », où viennent habiter les couches les plus pauvres des ouvriers de l'agglomération du Grand Porto Alegre et du Rio Grande do Sul. Le prix du terrain étant très bas, ces catégories de population sont drainées vers la Municipalité. 60 % de la population est active, mais cela ne signifie pas que le reste est sans ressources, le secteur informel et les activités collatérales aux trafics, liés à la grande pauvreté du lieu, générant une activité économique souterraine. Le taux de criminalité et de violence y sont parmi les plus élevés de la région.
- Revenu per capita (2000) : R$ 214,75 (Change 2000 : R$1,00 = 4,00 FF)
 Source : Atlas du Développement Humain/PNUD - 2000
- PIB per capita (2002) : R$ 1624,40 (Change 2002 : 1,00 € = R$3,30)

## Politique et administration
La ville est administrée par un maire et un conseil municipal de dix-sept membres élus pour quatre ans. Les dernières élections ont eu lieu les 15 et 29 novembre 2020.

### Maires
- 2008 João Carlos Brum (PTB) - élu avec 60 200 voix
- 2004 João Carlos Brum (PTB) - élu avec 52 024 voix
- 2000 Stela Beatriz Farias Lopes (PT) - élue avec 53 226 voix

## Démographie
- Coefficient de mortalité infantile (1998) : 19,78 ‰
- Croissance démographique (2005) : 2,85 % par an
- Indice de développement humain (IDH) : 0,768 (Atlas du Développement Humain/PNUD - 2000)
- 50,85 % de femmes
- 49,15 % d'hommes
- 99,67 % de la population est urbaine
- 0,33 % de la population est rurale

## Villes voisines
- Cachoeirinha
- Gravataí
- Viamão
- Porto Alegre